# چهارطاقی احمدآباد
چهارطاقی احمدآباد مربوط به سده‌های متاخر دوران‌های تاریخی پس از اسلام است و در شهرستان فراشبند، بخش دهرم، دهستان دهرم، داخل قبرستان روستای احمدآباد واقع شده و این اثر در تاریخ ۱۵ دی ۱۳۸۷ با شمارهٔ ثبت ۲۴۲۱۶ به‌عنوان یکی از آثار ملی ایران به ثبت رسیده‌است.